# Front end a back end
V softwarovém inženýrství odkazují termíny front end a back end (v angličtině i češtině psáno též dohromady, frontend a backend) na oddělení odpovědnosti mezi prezentační vrstvou (front endem), a vrstvou operující se samotnými daty (back end) softwaru, fyzické infrastruktury nebo hardwaru. V klient–server modelu je klient obvykle považován za front end a server je obvykle považován za back end, a to i když některé úkony související s prezentováním dat jsou vykonávány už na serveru. V případě systému s veřejným rozhraním může být za frontend označováno toto veřejné rozhraní, zatímco za backend rozhraní určené pro správu dat nebo pro vnitřní potřebu instituce, například úřadu nebo firmy.

## Úvod
Z hlediska softwarové architektury se software může skládat z mnoha vrstev, které se nacházejí mezi hardwarem a koncovým uživatelem. O každé takové vrstvě lze říci, že má front end a back end. Front endem zde rozumíme abstrakci, která poskytuje přívětivé uživatelské rozhraní, zatímco back endem rozumíme samotnou výpočetní logiku, která se pod tímto rozhraním skrývá.
V telekomunikacích front endem rozumíme zařízení nebo službu, zatímco back endem rozumíme infrastrukturu, díky které je vůbec možné dotyčnou službu poskytovat.
Obecným pravidlem je, že front end (nebo „klient“) je ta část systému, kterou přímo ovládá uživatel. Back end je potom ta část systému, která je většinou od uživatele fyzicky dál a která uživateli poskytuje službu.